# Molina de Segura
Molina de Segura er en by og kommune i det sydøstlige Spanien i Murcia-regionen. Den har et indbyggertal på 77.493 (2024) indbyggere.